# Ozymandias (Watchmen)
Ozymandias ([ˌɒziˈmændiəs] oz-ee-MAN-dee-əs; real nome Adrian Alexander Veidt), é um personagem fictício e um supervilão na minissérie de romance gráfico americana, Watchmen por Alan Moore e Dave Gibbons, publicada pela DC Comics. Nomeado Ozymandias à maneira de Ramessés II, ele é uma modificada versão do personagem de história em quadrinho Peter Cannon, Thunderbolt da Charlton Comics. Seu nome relembra o famoso poema por Percy Bysshe Shelley, qual toma como seu tema a fugaz natureza do império e é extraído como a epígrafe de um dos capítulos de Watchmen. Ozymandias está classificado 25º na lista Top 200 Comic Book Characters da Wizard e número 21º na lista Top de 100 maiores vilões da IGN.
Ozymandias fez sua primeira aparição viva no filme de 2009, Watchmen, interpretado por Matthew Goode. Um Adrian Veidt mais velho foi interpretado por Jeremy Irons, na minissérie Watchmen de 2019. 

## Biografia

### Início da vida
Adrian Veidt nasceu em 1939, filho de pais imigrantes alemães-americanos ricos. Quando criança, ele recebia notas altas na escola, e notou-se que era muito inteligente. Ele então escondeu essa informação de seus pais e colegas, deliberadamente tirando notas medianas. Após a morte de seus pais, ele herdou sua fortuna substancial aos dezessete anos, mas escolheu dar tudo para a caridade, pois queria conquistar tudo por conta própria. Veidt embarcou em uma busca de visão, seguindo a rota de seu ídolo de infância Alexandre, o Grande. Durante uma excursão ao Oriente Médio, Veidt consumiu uma bola de haxixe e viu visões do passado. Ao terminar suas viagens ao Egito, ele percebeu que Alexandre era uma imitação barata de Ramsés II, que se tornou o novo herói de Veidt. Ao retornar aos EUA, ele começou a treinar-se para alcançar o auge da condição física, tornando-se um ginasta de classe mundial no processo.

### Carreira de super-herói

Assinatura de Adrian Veidt

Aos 19 anos, Veidt se auto-intitulou Ozymandias (nome grego para Ramsés II) e tornou-se um vigilante fantasiado, ganhando a reputação de "o homem mais inteligente do mundo" e usando suas habilidades físicas para incapacitar oponentes. Ele estreou no início de 1958 expondo uma rede de drogas em Nova York. Em 1966, ele foi convidado pelo ex-Minuteman e aventureiro Capitão Metrópolis para se tornar um membro dos Crimebusters, mas o grupo nunca se concretizou. Foi neste momento que Veidt começou a acreditar que os super-heróis não eram suficientes para salvar o mundo, e começou a traçar um plano para concretizar esse objetivo.

### Depois de ser um super-herói
Devido às percepções cada vez mais negativas dos vigilantes pela mídia, Veidt previu que o público se afastaria deles. Dois anos antes de heróis fantasiados serem banidos pelo Keene Act, Adrian Veidt revelou sua identidade secreta, se aposentou dos atos heroicos e comercializou sua imagem. Ele se tornou muito rico e era conhecido como um grande filantropo, e usou isso para financiar seu esquema secreto de criar um evento catastrófico para enganar o mundo, com o objetivo de uni-los contra um inimigo comum e, assim, evitar uma guerra nuclear. Após a conclusão de seu projeto, Veidt planejou assassinar todos os seus cúmplices (involuntários) e organizar a deterioração psicológica e o autoexílio do invencível Doutor Manhattan.
O vigilante Edward Blake, também conhecido como Comediante, atrapalhou os planos de Veidt. Isso levou Veidt a matar pessoalmente o Comediante, desencadeando a cadeia de eventos contada na história de Watchmen. 

### Eventos deWatchmen
Veidt é visto pela primeira vez quando Rorschach o visita para obter sua opinião sobre o assassinato de Blake e para avisar sobre um possível serial killer mirando super-heróis. Rorschach não está convencido da teoria de Veidt de que Blake foi assassinado por um amargo arquirrival. Veidt é uma das poucas pessoas presentes no funeral de Blake, no qual ele relembra a fracassada reunião dos Crimebusters. Mais tarde, Veidt escapa por pouco de uma tentativa de assassinato que deixa seu assistente morto. O suposto assassino morre de uma cápsula de cianeto invisível antes que Veidt possa interrogá-lo.
Rorschach e Nite Owl deduzem que Veidt está por trás de toda a trama depois que ligam uma das empresas de fachada de Veidt a um complô para desacreditar Manhattan. A dupla percebe que Veidt expôs a ex-amante de Manhattan, alguns colegas e um inimigo à radiação e deliberadamente os monitorou o câncer evoluir neles, para que Manhattan fugisse da Terra por culpa ou inimizade pública. Quando Rorschach e Nite Owl chegam ao retiro antártico de Veidt, ele facilmente domina ambos e explica seu plano de salvar a humanidade de si mesmo: teletransportar uma criatura telepática biologicamente projetada para Nova York que mataria milhões e convenceria o mundo de que eles estavam sob ataque extraterrestre. Os EUA e a União Soviética, à beira do confronto nuclear, uniriam forças contra os supostos invasores alienígenas. Ele também admite ter incriminado Manhattan, matado o Comediante, incriminado Rorschach pelo assassinato de Moloch, e encenado o atentado para tirar a própria vida, matando seu agressor. Quando Rorschach e Nite Owl lhe perguntam quando ele planejava executar seu esquema, Veidt revela que ele já havia feito isso 35 minutos antes de sua chegada em seu retiro.
Quando o Doutor Manhattan e a Silk Spectre confrontam Veidt, ele tenta desintegrar Manhattan, mas o mesmo é capaz de se regenerar. Silk Spectre tenta matá-lo, mas ele pega a bala e a nocauteia. Percebendo que expor o plano de Veidt vai desfazer a paz mundial nascente, a maioria dos heróis concorda em permanecer em silêncio sobre a trama. Rorschach, um absolutista moral, prepara-se para voltar aos EUA e revelar o plano de Veidt para o mundo, mas por fim deixa Manhattan matá-lo. Antes de Manhattan partir para criar vida em outra galáxia, Veidt pergunta se ele "fez a coisa certa no final". Manhattan responde que "nada nunca termina", deixando Veidt em dúvida sobre quanto tempo a paz vai durar. Sem o conhecimento de Veidt e dos outros personagens, Rorschach já havia enviado um diário detalhando suas descobertas sobre o plano de Veidt para um jornal de Nova York. A decisão dos editores sobre publicar ou não a revista não é revelada.

## Habilidades
Adrian Veidt foi considerado "o homem mais inteligente do mundo" por muitos, principalmente pela mídia, embora este título seja realmente merecido. Veidt habilmente construiu um império legítimo e criminoso grande o suficiente para se tornar uma ameaça global através de sua exploração de tecnologia avançada e genética.
Ele tem ambição que corresponde à sua inteligência, evidenciada por sua execução bem sucedida de um plano para ajudar a Terra em direção à utopia, acabando com as hostilidades internacionais. Ele é mostrado como um estrategista implacável, eliminando rapidamente qualquer um que ouse ficar no caminho de seus planos, mantendo total sigilo. Veidt também possui uma memória fotográfica. Além disso, Veidt é retratado no auge da habilidade física humana, a ponto de ser capaz de pegar uma bala reflexivamente, embora ele mesmo estivesse surpreso por ter conseguido fazê-lo. Ele também é um combatente quase sobre-humano, conseguindo facilmente derrotar tanto Rorschach quanto Nite Owl. Sua única derrota veio no início de sua carreira nas mãos do Comediante, a quem mais tarde ele superou e matou.

Atleta de classe mundial, ele é extremamente apto fisicamente e realiza acrobacias para ajudar eventos de caridade. Ele é excepcionalmente ativo apesar de sua idade (meados dos anos quarenta na época dos eventos de Watchmen). 